# Fortuna Wyry
Fortuna Wyry – polski klub hokejowy, który działał w Wyrach, w latach 1930-1983.

## Historia
Klub został założony w 1930, przyjmując nazwę Sekcja Hokejowa Stowarzyszenia Młodzieży Polskiej. Nazwę Fortuna wymyślił jej zawodnik i trener Kazimierz Bojdoł. W 1954 uzyskano pierwszy awans do turnieju finałowego o mistrzostwo Polski. Natomiast pierwszy awans do I ligi (najwyższy poziom rozgrywek) uzyskano w sześć lat później. Hokeiści z Wyr rozegrali jeden sezon (1960/1961) w najwyższej klasie rozgrywkowej. Kolejne lata to powstawanie nowych i większych ośrodków hokejowych w kraju i coraz mniejsze znaczenie Fortuny. Jeszcze w 1970 w sekcji trenowało ok. 100 zawodników. W 1975 klub awansował do II ligi (drugi poziom rozgrywek), jednak był to już ostatni sukces tego klubu. W 1983 najpierw zawieszono, a w kilka miesięcy później rozwiązano sekcję. Większość zawodników przeszła do GKS-u Tychy.

## Lodowisko
Klub swoje mecze rozgrywał na sztucznym lodowisku Bromboszczoku, które zostało wybudowane w 1954, na miejscu stawu dzierżawionego w przeszłości od Antoniego Bromboszcza. Betonowe trybuny wokół lodowiska mogły pomieścić ok. 3-4 tys. widzów. Pierwsze, hokejowe treningi w Wyrach odbywały się na jeziorze Wicie. Ponadto Fortuna rozgrywała niektóre mecze w Torkacie, najczęściej gdy warunki pogodowe u siebie na to jej nie pozwalały.

## Zawodnicy
Wśród wielu zawodników, których wychowano w Wyrach, do najbardziej znanych należą bracia Góralczykowie. Najstarszym był Edmund. Po nim na lodowisku pojawił się Józef, grający na pozycji bramkarza, który zaliczył na swoim koncie 13 gier w reprezentacji kraju. Najbardziej utytułowanymi spośród czwórki braci byli Robert i Feliks, którzy razem wystąpili na Igrzyskach Olimpijskich w Sapporo (1972) i Innsbrucku (1976). Na igrzyska pojechał także Alfred Gansiniec, broniąc barw kadry narodowej w Sankt-Moritz (1948) i Oslo (1952).
Skład z historycznego sezonu 1959/1960
Józef Bem, Kazimierz Bojdoł, Alfred Gansiniec, Józef Góralczyk, Robert Góralczyk, Józef Kłys, Walter Ludwig, Stanisław Markiel, Henryk Moćko, Norbert Myszor, Wilhelm Pilorz, Henryk Rerich, Jerzy Wycisło, Teodor Wygrabek, Henryk Zagórski.

## Odniesienia w kulturze
W 2012 nakręcono film dokumentalny Fortuna toczyła się krążkiem w reżyserii Katarzyny i Damiana Nogów, który opowiada o losach hokeja w Wyrach. Film ten otrzymał wyróżnienie na III Konkursie Filmów Amatorskich i Niezależnych Filmowe Południe 2012.

## Sekcja piłki nożnej
Sekcja piłki nożnej jest jedyną działającą dziś w klubie. Piłkarze swoje mecze rozgrywają na stadionie, który wchodzi w skład Obiektu Sportowo-Rekreacyjnego im. Braci Góralczyków, który nazwę zasłużonych hokeistów otrzymał w 2008 roku.